# Nikola Tomičić
Nikola Tomičić (Split, 16. travnja 1973.) hrvatski je malonogometaš i trener. Bivši je hrvatski reprezentativac.

## Karijera

### Igračka karijera
Igrao je za hrvatske klubove MNK Split, MNK Croatia Perković, HMNK Gospić, MNK Novo Vrijeme Makarska, MNK Torcida Split te Lazio u Italiji i Milwaukee Waves u Sjedinjenim Državama.
Tomičić je za hrvatsku reprezentaciju nastupa na dva europska (1999. i 2001.) i jednom svjetskom prvenstvu (2000.).

### Trenerska karijera
Trenersku karijeru započeo je u splitskoj Areni da bi početkom 2013. preuzeo MNK Split. Nakon toga bio je trener Solina i Murtera. Trenutačno je trener MNK Zrinjski Mostar.